# Remedios T. Romualdez, Agusan del Norte
Remedios T. Romualdez is a 5th class đô thị ở tỉnh Agusan del Norte, Philippines. Theo điều tra dân số năm 2015, đô thị này có dân số 16.058 người trong.

## Các khu phố (barangay)
Remedios T. Romualdez được chia thành 8 khu phố (barangay).
- Poblacion I (Agay)
- Balangbalang
- Basilisa
- Humilog
- Panaytayon
- San Antonio
- Tagbongabong
- Poblacion II